# Wurmbea spicata
Wurmbea spicata là một loài thực vật có hoa trong họ Colchicaceae. Loài này được (Burm.f.) T.Durand & Schinz miêu tả khoa học đầu tiên năm 1894.